# Ściegna (Młyny)
Ściegna – część wsi Młyny w Polsce, położona w województwie świętokrzyskim, w powiecie buskim, w gminie Busko-Zdrój.
W latach 1975–1998 Ściegna administracyjnie należała do województwa kieleckiego.